# Динвидди, Роберт
Роберт Динвидди (англ. Robert Dinwiddie; 2 октября 1692, Глазго, Ланаркшир — 27 июля 1770, Англия) — британский колониальный администратор, который служил вице-губернатором колонии Вирджиния с 1751 по 1758 год первоначально при губернаторе Виллеме ван Кеппеле, а с 1756 года в качестве заместителя Джона Кэмпбелла, графа Лоудона. Поскольку губернаторы в то время редко появлялись в колонии, то фактически он оставался главой колонии весь свой срок. Динвидди известен в основном как губернатор, при котором Вирджиния вступила в Войну с французами и индейцами, и как человек, при котором начал свою военную карьеру Джордж Вашингтон.

## Ранние годы
Роберт Динвидди родился в поместье Герместен-Хуаз (сейчас Герместон) около Глазго, в Шотландии, в семье коммерсанта Роберта Динвидди и его жены Элизабет Камминг. В 1710 или 1711 году он окончил Университет Глазго и стал коммерсантом, а в 1721 году он стал агентом британского адмиралтейства на Бермудах. К 1725 году он стал заместителем главного сборщика налогов на Бермудах, а в 1727 году сам стал главным сборщиком. В 1730 году он вошёл в состав Губернаторского совета колонии. 30 марта 1738 года Динвидди был назначен главным землемером в американские колонии, и отвечал за Пенсильванию, Мэриленд, Вирджинию, Каролины, Багамы и Ямайку. На этом посту он так же контролировал сбор налогов и раскрыл много случаев мошенничества среди сборщиков.
В 1738 году он женился на Бермудах на Ребекке Аффлек (Auchinleck или Affleck, 1718—1793). В этом браке родилось две дочери. Должность Динвидди позволяла ему стать членом губернаторского совета одной из колоний и он выбрал Вирджинию. Предположительно, он поселился в Норфолке. Он занял своё место в Совете в июне 1741 года, но члены совета оспорили его назначение и дали ему только статус наблюдателя (Ex officio member).
10 июля 1742 года король официально утвердил назначение Динвидди и он дал клятву верности 16 апреля 1745 года. Он посещал собрания Совета до сентября того года, а потом переехал вместе с семьёй в Лондон.

## Вице-губернатор колонии Вирджиния
В 1749 году ушёл в отставку вице-губернатор Вирджинии Уильям Гуч, и Динвидди решил занять его место. У него были хорошие шансы, он был известен своей службой в колониях и дважды (1750, 1751) выступал в парламенте в качестве эксперта по колониальным вопросам. Ему удалось найти сильных сторонников, в частности, подружиться с председателем Торговой палаты, графом Галифаксом.
4 июля 1751 года король назначил Динвидди вице-губернатором колонии Вирджиния за многочисленные заслуги и долгую службу. Формальным губернатором колонии был Уильям Кеппель, но он не появлялся в колонии (будучи послом во Франции) и Динвидди правил от его имени. В Вирджинии сложилась традиция называть Динвидди губернатором.
Он прибыл в колонию вместе со всей семьёй 20 ноября 1751 года. На следующий год Генеральная Ассамблея Вирджинии приняла решение разделить округ Принс-Джордж и создать из его части новый округ, который получил название Округ Динвидди, в честь вице-губернатора. Младший брат Роберта, Джон Динвидди, тоже приехал в колонию, где стал коммерсантом.
Как заместитель Уильяма Кеппеля, Динвидди должен был отдавать ему половину своего жалованья. Чтобы возместить убытки он в апреле 1752 года объявил, что будет собирать налог в 1 пистоль (сумма, равная 15 — 16 шиллингам или стоимости одной коровы) за каждый патент на владение землёй. Вирджинская Палата Бюргеров объявила сбор незаконным, и отправила генерального прокурора Рэндольфа Пейтона в Лондон, чтобы опротестовать решение у короля. В июле 1754 года лондонская Торговая палата предупредила Динвидди, что он не должен брать налог за патент за участки менее 100 акров, и за участки к западу от Аппалачей. Ему так же было запрещено собирать налог за патенты, выданные до 22 апреля 1752 года.
Дуглас Фриман писал, что Динвидди в данном случае старался присечь земельную спекуляцию. Многие крупные землевладельцы держали землю не на основании легального патента, а на основании некоего приказа от губернаторского совета, за который они не платили денег и на основании которого они владели землёй, не уплачивая земельного налога. Динвидди стремился превратить эти «приказы» в легальные документы. Однако эта мера в итоге поссорила его с основной массой вирджинских землевладельцев.

### Огайская компания
Когда Динвидди прибыл в Вирджинию, там уже была основана Компания Огайо, которая занималась колонизацией долины реки Огайо. Её президентом был вице-губернатор Томас Ли, а после его смерти в 1750 году — Лоуренс Вашингтон. Динвидди тоже стал одним из акционеров компании. Так как ещё с 1749 года существовала угроза французского вторжения в этот регион, Динвидди предпринял некоторые шаги для налаживания отношений с индейцами. В мае 1752 года он отправил делегацию на переговоры в индейское поселение Логстаун для ратификации Ланкастерского договора 1744 года. 13 июня 1752 года договор был ратифицирован, а англичане получили разрешение основать посты в Огайо. Однако, уже в том же месяце французский агент Шарль де Ланглад с помощью племён отава и оджибве разбил союзных Англии индейцев, чем сильно ослабил позиции англичан в регионе.

### Встреча с Вашингтоном
В сентябре 1751 года Лоуренс Вашингтон вместе с младшим братом Джорджем Вашингтоном отправился в путешествие на Барбадос, чтобы поправить здоровье. В декабре Джордж отправился домой. 28 января 1752 ода он прибыл в Йорктаун и привёз с Барбадоса письма для губернатора. Вечером того дня Динвидди прибыл в Уильямсберг, принял Джорджа Вашингтона, пригласил его на ужин и расспросил о здоровье брата. Это была первая встреча между Динвидди и Вашингтоном.
Весной того же года Джордж Вашингтон узнал, что вместо должности адъютанта Вирджинии (командира ополчения колонии), которую занимал его брат Лоуренс, будет создано три адъютантских должности, и он попытался получить это место. Он не достиг успеха, но осенью его брат Лоуренс умер, и губернатор вместе с советом пришли к решению создать четыре адъютантских должности. Весной 1753 года Джордж получил звание майора, стал адъютантом Южного Дистрикта, и вскоре Динвидди поручил ему подготовить ополчение его Дистрикта для смотра в сентябре.
Между тем с начала 1753 года в Уильямсберг стали поступать тревожные слухи о появлении французов в Огайо. 10 февраля Динвидди написал капитану Тренту: «есть опасения, что они захватят реку Огайо, будут мешать нашей торговле, будут брать в плен наших торговцев и т. д. Хорошо, если это только торговцы, и их не интересует ничего, кроме торговли. Надеюсь, у Франции нет там большой армии». Однако весной отряд в 1500 французов высадился на южном берегу реки Эри и стал строить форты в регионе Огайо. 16 июня Динвидди отправил в Лондон письмо, в котором изложил свою обеспокоенность ситуацией и предложил построить несколько фортов в Огайо. 28 августа пришёл официальный ответ короля Георга: действия губернатора были одобрены, но ему было рекомендовано предварительно послать предупреждение французским офицерам в Огайо. Динвидди уже послал несколько гонцов, но они не сумели установить контакт с французами. Теперь Динвидди решил сделать ещё одну попытку.
В октябре 1753 года майор Джордж Вашингтон явился к Динвидди и предложил свои услуги в качестве посланца. Губернатор по какой-то причине согласился. В письме губернатору Мэриленда он потом сказал, что выбрал «достойного человека», хотя в донесении в Англию написал, что поручил письмо «одному из адъютантов ополчения». Динвидди вручил Вашингтону официальное письмо французским властям, поручил отправиться в Логстаун, встретиться с индейскими вождями, затем доставить письмо французам и как можно скорее вернуться с ответом. Кроме этого он должен был найти торговца Кристофера Джиста и использовать его в качестве проводника. Вашингтон должен был так же выяснить, верны ли слухи о нападениях французов на английских торговцев.
15 ноября 1753 года началась Экспедиция Джорджа Вашингтона в Огайо.

### Война с французами и индейцами
16 января 1754 года Вашингтон вернулся в Уильямсберг и вручил губернатору ответ от коменданта французского форта Ле-Бёф, Легардёра де Сен-Пьера. Он так же на словах описал ситуацию в Огайо. Эта информация произвела сильное впечатление на Динвидди, и он велел Вашингтону немедленно переписать набело путевой журнал для передачи губернаторскому совету. Он так же перенёс дату открытия очередной сессии Генеральной Ассамблеи с 18 апреля на 14 февраля. Он считал, что надо незамедлительно принять меры по обороне колонии, а для этого собрать ополчение. Уже 21 января майору Вашингтону было приказано набрать 100 ополченцев в округах Огаста и Фредерик. Вскоре был сформирован полк, который Динвидди поручил полковнику Джошуа Фраю, а подполковником было решено назначить Вашингтона (20 марта), который доказал свою надёжность во время экспедиции. 2 апреля вирджинский полк под командованием Вашингтона выступил из Александрии на запад.